# Chinese kalender
De Chinese kalender is een lunisolaire kalender die, net als bijvoorbeeld de Hebreeuwse kalender, elementen van een maankalender en van een zonnekalender in zich verenigt. Tegenwoordig wordt in de Volksrepubliek China normaliter de gregoriaanse kalender gebruikt, maar de Chinese kalender wordt nog gebruikt om Chinese feestdagen, zoals het Chinees Nieuwjaar, het voorjaars- en het herfstfeest, aan te geven, en bij de astrologie. Omdat elke maand de maancyclus volgt, wordt hij ook gebruikt om de maanfasen aan te geven.
De Chinese kalender staat onder andere vermeld in tongsings. Chinese kranten, zoals de Sing Tao Daily, vermelden de Chinese datum naast de westerse datum.
Er bestaan verschillende Chinese jaartellingen.

## Maanden in Chinese kalender
De maanden in de Chinese kalender hebben een speciale naam, zoals bij ons. In het Chinees zijn de maanden van de Gregoriaanse kalender slechts namen die bestaan uit een hoofdtelwoord en het woord "maan". Daarom kan men ook zeggen dat de Chinese kalender bestaat uit twaalf manen in plaats van twaalf maanden. Omdat de Chinese kalender geen schrikkeldag kent, bestaat er de schrikkelmaand (闰月). Door berekeningen wordt bepaald welke maand een schrikkelmaand wordt. Elk van de twaalf maanden kan een schrikkelmaand zijn. In Chinese kalenders zie dit na de 'normale' maand met 'rùn' (闰) ervoor.
- eerste maand 正月
- tweede maand 杏月
- derde maand 桃月
- vierde maand 槐月
- vijfde maand 蒲月
- zesde maand 荷月
- zevende maand 巧月
- achtste maand 桂月
- negende maand 菊月
- tiende maand 阳月
- elfde maand 冬月
- twaalfde maand 腊月